# Bad Bevensen
Bad Bevensen är en stad och kurort i Landkreis Uelzen i det tyska förbundslandet Niedersachsen. Bad Bevensen, som har anor från 700-talet, har cirka 10 000 invånare.
Staden ingår i kommunalförbundet Samtgemeinde Bevensen-Ebstorf tillsammans med ytterligare 13 kommuner.

## Ortsteile
Bad Bevensen har nio Ortsteile: Gollern, Groß Hesebeck, Jastorf, Klein Bünstorf, Klein Hesebeck, Medingen, Röbbel, Sasendorf och Seedorf.